# Shanglong
Shanglong (chinesisch 上龙乡, Pinyin Shànglóng xiāng) ist eine Gemeinde im Südwesten der Volksrepublik China. Sie gehört zum Verwaltungsgebiet des Kreises Longzhou, der seinerseits der bezirksfreien Stadt Chongzuo im Autonomen Gebiet Guangxi der Zhuang unterstellt ist. Die Gemeinde Shanglong verwaltet ein Territorium von 173 Quadratkilometern mit einer Gesamtbevölkerung von 18.321 Personen im Jahre 2015. Die Bevölkerungszählung des Jahres 2000 hatte eine Gesamtbevölkerung von 21.883 Personen in 7435 Haushalten ergeben, davon 12.858 Männer und 9025 Frauen. In Shanglong leben vor allem Zhuang.
Shanglong liegt im Zentrum des Kreises Longzhou und grenzt im Osten an Shangjin, im Westen an Wude, im Süden an die Großgemeinde Longzhou und im Norden an Zhubu. Das Relief ist vor allem hügelig mit einigen Hochebenen, es fällt von Westen nach Osten ab. Die wichtigsten Berge sind der Longling Shan und der Shancun Shan. Shanglong verfügt über 126,6 Quadratkilometer Ackerland und ein mildes subtropisches Klima mit genügend Niederschlag und Sonnenstunden bei einer Jahresdurchschnittstemperatur von etwa 21 °C. In Shanglong werden vor allem Zuckerrohr, Nassreis, Mais, Pilze und Obst wie Jackfrucht angebaut. Die wichtigsten Industriebetriebe Shanglongs sind in der Nahrungsmittelherstellung tätig. Durch seine Lage an der Fernstraße X533 in Richtung Baoxu sowie durch seine Bildungs- und medizinische Infrastruktur hat Shanglong eine regionale Bedeutung.
Shanglong wurde im Jahre 1951 Teil des 5. Bezirks von Longzhou, im Jahre 1958 wurde es mit einigen Nachbargemeinden zur Volkskommune Wude vereinigt. Am 1. August 1987 wurde Shanglong als Gemeinde aus Wude herausgelöst. Shanglong ist auf Dorfebene in acht Dörfer untergliedert: Xinlian (新联村), Wuquan (武权村), Minquan (民权村), Shanglong (上龙村), Minqiang (民强村), Nongping (弄平村), Banwang (板汪村), Bana (岜那村). Diese fassen 70 dörfliche Siedlungen zusammen.